# Teràpia alimentària xinesa
La teràpia alimentària xinesa (en xinès:食疗 食療,Shí Liáo) és una pràctica de guariment usant aliments naturals en comptes de medicines. Forma part de la medicina tradicional xinesa.
És especialment popular en la gastronomia cantonesa, que fa servir sopes cuites lentament. Una de les més conegudes és la sopa d'arròs que rep els noms de congee i jook. És l'esmorzar tradicional dels asiàtics de la zona d'influència xinesa a tot el món.
La teràpia alimentària xinesa té els seus orígens cap a l'any 2000 aC. Està documentada a partir de l'any 500 aC. El llibre clàssic de medicina interna és Huangdi Neijing, escrit cap a 300 aC. classifica els aliments en quatre grups, cinc gustos i per la seva naturalesa i característiques.
Les idees del yin i yang es fan servir en aliments i cuina. Els aliments Yang es creu que incrementen la calor corporal (és a dir fan pujar el metabolisme) mentre que els aliments Yin fan davallar la calor corporal (és a dir fan baixar el metabolisme). Com a generalització els aliments, Yang tendeixen a ser alts en energia alimentària, especialment energia del greix, mentre que els aliments Yin tendeixen a tenir més contingut d'aigua. L'ideal xinès és menjar els dos tipus d'aliments per mantenir l'equilibri corporal.
Una persona que mengés molts aliments Yang pot patir d'acnè i mal alè mentre que una persona que menja molt aliment Yin pot estar letàrgic o anèmic.

## Classificació cantonesa dels aliments
Es presta molta atenció a la reacció del cos respecte als aliments. Es classifica els aliments i la dieta s'ajusta a les condicions del cos.
Respecte d'alguns aliments comuns:
| Nom cantonès                            | traducció aproximada                 | símptomes relacionats/efectes                                                                    | exemples                                                                                    | cures                                                                                         |
| --------------------------------------- | ------------------------------------ | ------------------------------------------------------------------------------------------------ | ------------------------------------------------------------------------------------------- | --------------------------------------------------------------------------------------------- |
| 燥火                                    | foc sec (yang)                       | causa sequedat de la pell, llavis esquerdats, nas que sagna etc.                                 | pebrot picant, aliments molt fregits, carn bovina, litxi.                                   | qualsevol aliment yin o refrescant                                                            |
| 濕熱                                    | Calor humida (yang)                  | causa dolor bucal, cremor en orinar etc. probablement per l'acidesa o l'alcalinitat.             | mango, ananàs, cirera.                                                                      | crisantems, sucre de canya (竹蔗), Imperata arundinacea (茅根), Prunella vulgaris L. (夏枯草) |
| 寒涼                                    | <fred refrescant (yin)               | causa mareigs, debilitat, cara pàl·lida o verda (baix nivell d'oxigen a la sang) etc.            | meló d'hivern, meló cantalup, mel de melada i diversos tipus de melons o verdures, te verd. | qualsevol aliment impulsador o foc sec                                                        |
| 滯                                      | bloquejant                           | causa indigestió, gasos estomacals etc.                                                          | tots els aliments fibrosos, per exemple iam, castanyes                                      | Crataegus pinnatifida (fruit 山楂), malta (麥芽)                                              |
| 毒                                      | Enverinament                         | causa pus aparèixer o inflor de la ferida,aparició d'acne, hemorroides etc.                      | ànec, oca, brots de bambú, tots els mariscs                                                 | abstinència quan apareguin                                                                    |
| 油膩                                    | greixor                              | causa problemes gàstrics, mocs, sortida d'acne etc.                                              | ots els aliment grassos, com la cansalada etc.                                              | abstinència quan apareguin                                                                    |
| 清涼                                    | Refredament clar                     | tipus yin suau que contraresta el tipus foc sec. També classificat com yin si es fa servr massa. | cervesa, enciam, sucre de canya (竹蔗), Imperata arundinacea (茅根), ginseng americà .      | no necessari si no es fa servir massa                                                         |
| 滋潤                                    | nutritiva                            | humitejant, calmant                                                                              | poma, pera, figa, meló d'aigua, longan, 淮山,llavor de lot, bulb de llir etc.               | no necessari                                                                                  |
| 補血益氣                                | Impulsora                            | reposa la sang i el txi. També classificat com foc sec quan es fa servir massa.                  | Corder, serp, carn de caça, boví, dàtils vermells (紅棗).                                   | no necessari si no es fa servir massa                                                         |
| 行血活氣                                | vigoritzant                          | circulació de la sang i txi.                                                                     | vi negre, ginseng coreà.                                                                    | no necessari                                                                                  |
| 健脾, 開胃, 生津, 養心, 強筋, 強骨 etc. | generador, incrementació de la força | millora diverses funcions internes                                                               | diverses                                                                                    | no necessari                                                                                  |